# (32810) Steinbach
1990 TS10 (asteroide 32810) é um asteroide da cintura principal. Possui uma excentricidade de 0.17803430 e uma inclinação de 1.82221º.
Este asteroide foi descoberto no dia 10 de outubro de 1990 por Freimut Börngen e Lutz D. Schmadel em Tautenburg.